# 台灣鰍鮀
陳氏鰍鮀（学名：Gobiobotia cheni），又稱台灣鰍鮀，俗名八鬚鯉 ，为輻鰭魚綱鯉形目鲤科的其中一種。

## 分布
本魚僅分布台灣大肚溪，濁水溪及荖濃溪，為特有種。

## 深度
水深1至5公尺。

## 特徵
本魚體延長，略呈圓柱狀，腹部圓。口下位，鬚4對。鱗片大，魚體背側灰褐色，頭部顏色較深，體側布滿細小黑點，並有一條不明顯的黑色縱帶，腹部白色，尾鰭叉形，體長可達10公分。

## 生態
本魚為初級淡水魚，喜棲息於溪水湍急且溶氧量高的溪流底層，對環境的忍受力較低，攝食時，將吻部鑽入沙中，以濾食其中的有機碎屑及其他小生物。遇敵時，會鑽入沙中躲藏。

## 經濟利用
可食用魚，適合油炸，但數量稀少，極需受保護。